# Оливье, Гийом Антуан
Гийо́м Антуа́н Оливье́ (фр. Guillaume-Antoine Olivier, 19 января 1756, Тулон — 1 октября 1814, Лион) — французский натуралист, энтомолог и ботаник.
Член Парижской академии наук.
В честь Г. А. Оливье названо открытое и описанное им сетчатокрылое насекомое оливьерина.

## Биография
Гийом Антуан Оливье родился 19 января 1756 года в городе Тулоне.
Работал профессором зоологии в ветеринарном институте в Альфорте.
Гийом Антуан Оливье умер 1 октября 1814 года в городе Лионе.

## Труды
Автор «Entomologie ou histoire naturelle des insectes coléoptères» (фр.) (Париж, 1789—1808, 6 томов), с большим количеством собственных определений.

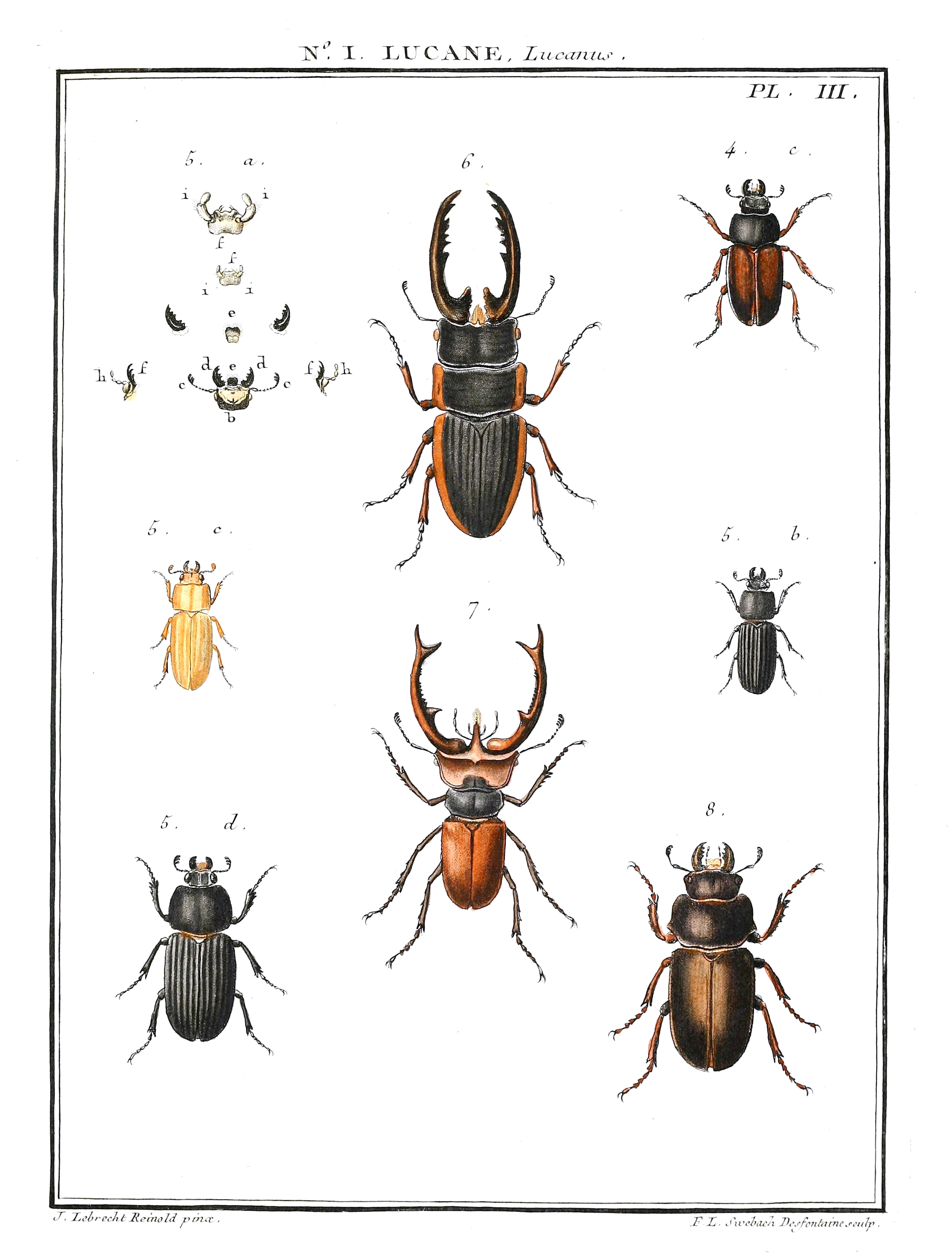
Страница из «Энтомологии» Гийома Антуана Оливье